# Велес, Педро
Хосе Педро Антонио-де-Велес Суньига (исп. José Pedro Antonio Vélez de Zúñiga; 28 июля 1787, штат Сакатекас — 5 августа 1848, Мехико) — мексиканский политик и юрист. Он также был главой Правительственного совета Мексики в 1829 году.
Велес родился в обеспеченной семье. Учился в Сакатекасе и Мехико, став юристом.
Он занимал пост министра юстиции и министра по делам религии. Он также стал главой Верховного суда (в качестве преемника Мигеля Домингеса) во время президентства Висенте Герреро. В 1829 году Герреро временно оставил президентство Хосе Марии Боканегре для борьбы с восстанием в Халапе, но Боканегра был свергнут в течение недели. Правительственный совет временно исполнял функции президента.
Как президент Верховного суда, Велес был назначен главой этого триумвирата, который также включал генерала Луиса де Кинтанара и историка Лукаса Аламана, руководителей восстания против Боканегры. Куинтанар был решительным сторонником Анастасио Бустаманте, лидера так называемого плана Халапы против Герреро и его бывшего вице-президента.
Велес был президентом в период с 23 по 31 декабря 1829 года, после чего президентом стал Бустаманте.
После Велес удалился в частную жизнь и занялся юридической деятельностью. Он вновь председательствовал в Верховном суде в 1844 году и в январе — апреле 1846 года. В возрасте 61 год, по естественным причинам, Велес скончался в столице Республики, Мехико, 5 августа 1848 года, будучи мировым судьей Верховного суда.
Существует город, названный в честь Педро Велеса, в мексиканском штате Дуранго.